# Thea van Rijnsoever
 Thea van Rijnsoever, née le 27 novembre 1956 à Ruwiel, est une coureuse cycliste néerlandaise.

## Palmarès sur route
- 1983
  -  Championne des Pays-Bas sur route
  - Trois jours de Harderwijk
  - 8e de la course en ligne des championnats du monde
- 1984
  - Contre-la-montre du Tour de Molenheike
  - Contre-la-montre par équipes au Tour de Norvège
  - Contre-la-montre par équipes à Hanovre
  - 39e de la course en ligne féminine de cyclisme sur route aux Jeux olympiques d'été de 1984
- 1985
  -  Championne des Pays-Bas sur route
  - Contre-la-montre individuel à Camerig Vaals
- 1986
  - 1re et 3e de Omloop van `t Molenheike
  - Lenterace
  - 3e de Omloop van `t Molenheike
  - 3e du championnat des Pays-Bas sur route
- 1987
  - Contre-la-montre par équipes à Kollum